# 12 Little Spells
12 Little Spells ist ein Jazzalbum von Esperanza Spalding. Die Aufnahmen erschienen zunächst 2018 in limitierter Ausgabe als Doppel-LP mit Booklet und einem USB-Stick, schließlich am 19. Mai 2019 in um vier Titel erweiterter Form als Compact-Disc auf Concord Records.

## Hintergrund
Wo sich Esperanza Spaldings vorhergehendes Konzeptalbum Emily’s D+Evolution (2016) um eine zentrale Figur drehte, bietet sie auf dem neuen Konzeptalbum zwölf Songs an, die jeweils explizit von einem separaten Körperteil wie Mund, Augen, Fingern und weiteren esoterischen Teilen wie dem „Solarportal“ inspiriert sind.
In 12 Little Spells erforscht Esperanza Spalding das Reich der Magie und Heilung in ihrer Musik, schrieb Sebastian Maniura. Das Konzept für dieses Album entstand aus ihrer Bereitschaft heraus, das Label eines „Musikers“ abzuwerfen und in ihren eigenen Worten die Identität von „Was würde passieren, wenn?“ zu erforschen, kombiniert mit einer Einführung in die alternative Medizin der Energieheilung genannt Reiki. Dies bildete die Basis für 12 Little Spells. Ein Reiki-Praktiker nutzt leichte Berührungen, um die Veränderung und das Gleichgewicht in den Energiefeldern in und um den Körper seines Klienten anzuregen. In diesem Sinne konzentriert sich jeder Song des Albums auf einen bestimmten Körperteil und zielt darauf ab, dem Hörer ein „prickelndes … heilendes Gefühl“ zu vermitteln. Allerdings sei das Album keineswegs nur als „Experiment in Bezug auf die Vorteile einer alternativen Heilungstherapie“ zu verstehen.

## Titelliste

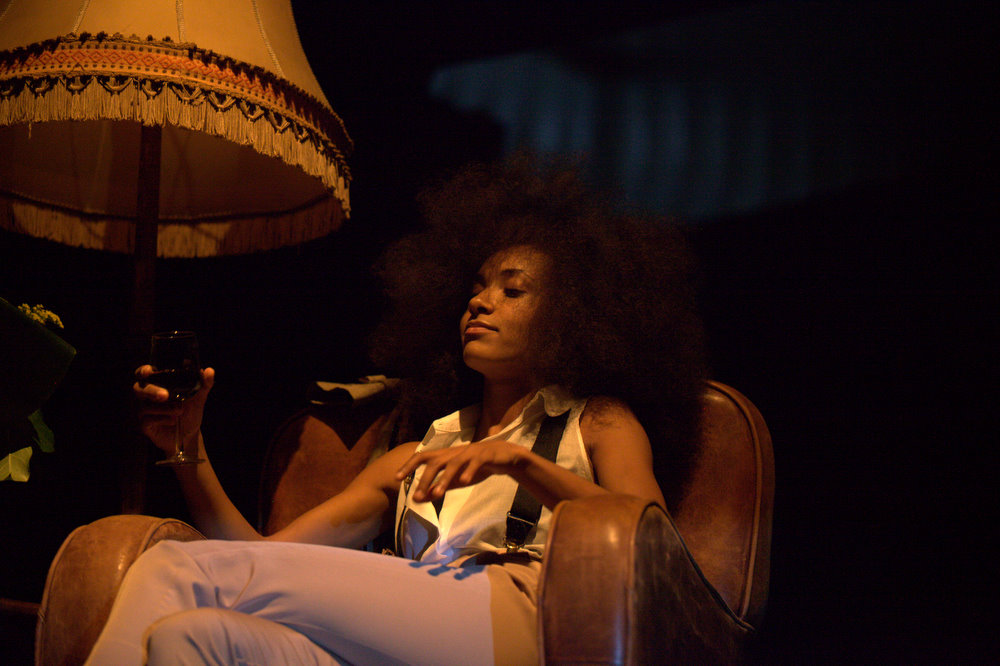
Esperanza Spalding (2011, Foto: Tom Beetz)

- Esperanza Spalding: 12 Little Spells (Concord)

1. 12 Little Spells (Esperanza Spalding, Orchestrierung: Edmar Colón) 4:53
2. To Tide Us Over (Justin Tyson, Esperanza Spalding) 4:53
3. ’Til the Next Full (Justin Tyson, Esperanza Spalding) 4:17
4. Thang (Esperanza Spalding) 4:35
5. Touch in Mine (Justin Tyson, Esperanza Spalding) 4:53
6. The Longing Deep Down (Esperanza Spalding) 4:35
7. You Have to Dance (Esperanza Spalding) 3:27
8. Now Know (Esperanza Spalding) 4:26
9. All Limbs Are (Justin Tyson, Esperanza Spalding) 3:36
10. Readying to Rise (Esperanza Spalding) 5:07
11. Dancing the Animal (Esperanza Spalding) 5:07
12. With Others (Esperanza Spalding) 5:52
13. Lest We Forget (Justin Tyson, Esperanza Spalding) 5:16

## Rezeption
Das Album erhielt 2020 den Grammy in der Kategorie Bestes Jazz-Vokalalbum. Eine Grammy-Nominierung erhielt die Sängerin für „12 Little Spells (Thoracic Spine)“ in der Kategorie Bestes Arrangement von Instrumenten und Gesang.
Hank Shteamer vergab an das Album im Rolling Stone vier (von 5) Sterne und schrieb, Esperanza Spaldings Enthusiasmus, ihre Veröffentlichungen zu aufmerksamkeitsstarken Konzepten zu bündeln – wie das Schreiben und Aufnehmen eines gesamten Albums in einem ununterbrochenen 77-stündigen Livestream oder der Bezug jedes Songs auf ihrem neuen Album 12 Little Spells zu einem anderen Körperteil – könnte einen veranlassen, zu glauben, sie würde versuchen, ein Manko in der eigentlichen Musik zu verbergen. Aber das könnte nicht weiter von der Wahrheit entfernt sein, so Shteamer. Die mit dem Grammy ausgezeichnete Bassistin, Sängerin und Komponistin, ein ehemaliges Wunderkind absolviere seit mehr als einem Jahrzehnt eine der fruchtbarsten und auffälligsten Karrieren im zeitgenössischen Pop.

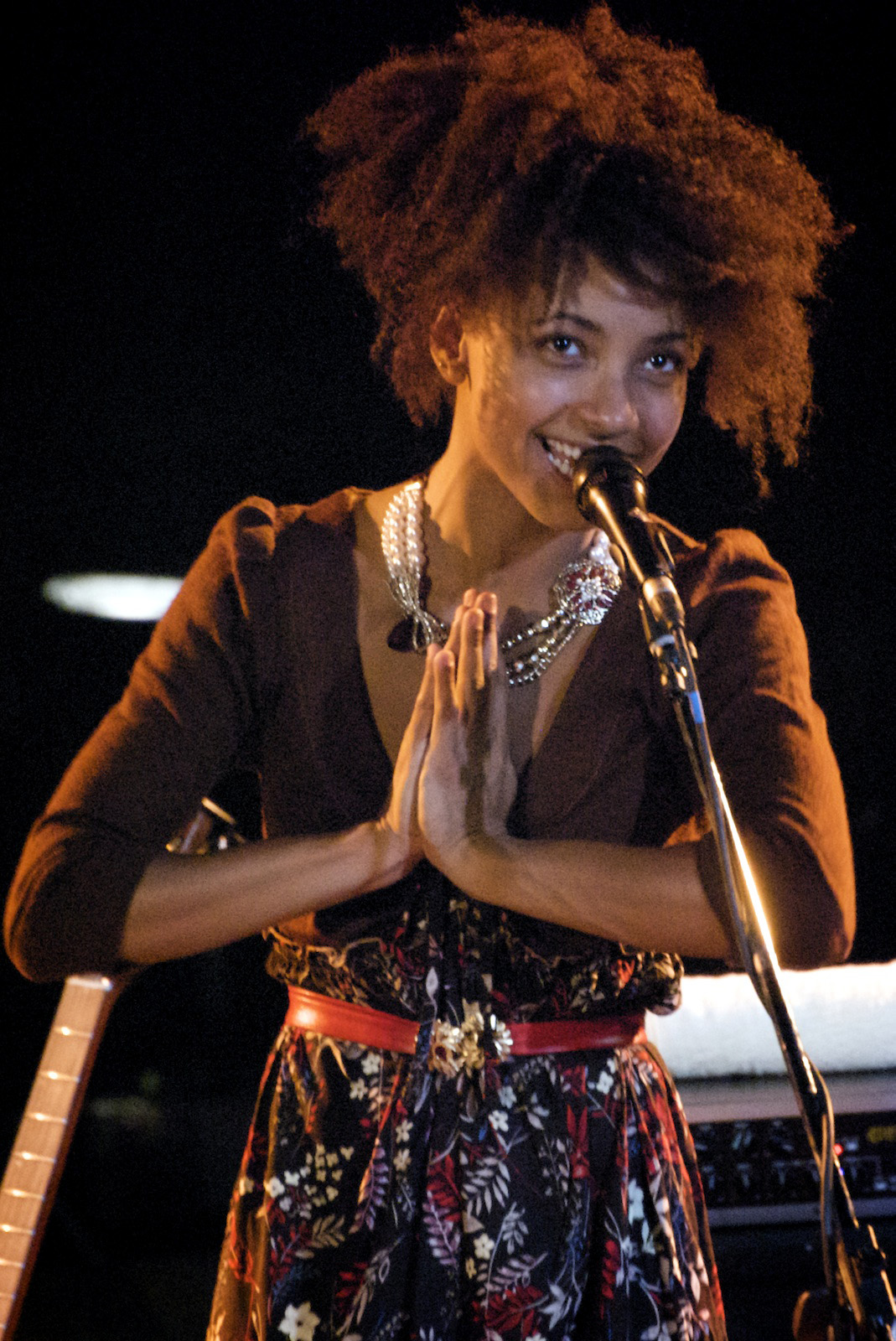
Esperanza Spalding (2009)

Shteamer vergleicht Spaldings Genre-übergreifendes Werk mit dem von Künstlern wie Joni Mitchell, Björk oder Prince. Ihr neues Album bevorzuge eine etwas träumerischere Ästhetik (wie zum Beispiel den hinreißenden, Ouvertüren-ähnlichen Opener „12 Little Spells“, der der Brustwirbelsäule gewidmet ist). Aber es gebe immer noch Musik, die den Kopf mit ihrer exquisiten Intergenre-Kuriosität zum Drehen bringt, wie das Mini-Opus „The Longing Deep Down“ (eine Ode, in der sie singt, „Es ist verdammt schwer, Sehnsucht zu haben / und gleichzeitig deine Zugehörigkeit zu spüren“) oder „Dancing the Animal“, eine ultramathematische Art-Funk-Meditation über die Ära der Cloud, die für den Verstand/Gehirn geschrieben wurde. Shteamer resümiert: „Wie bei den früheren Alben von Spalding deutet der konzeptionelle Hook von 12 Little Spells nur auf die radikal erfinderische Natur der Songs selbst hin.“
Nach Ansicht von Ammar Kalia, die das Album im Down Beat mit 3½ Sternen bewertete, ist 12 Little Spells ein komplexes und facettenreiches Werk, das sowohl durch Spaldings poetische Lyrik als auch durch ihr thematisches Arrangement funktioniert. Die Autorin kritisiert, dass sie viele der Stücke mit ihrer Poesie zu voll stopft, sodass die Musik nicht mehr atmen kann. Natürlich sei Spalding der Star der Platte, ein Wunderkind der Polymathie, bei dem ihr auf Schritt und Tritt Ideen aus den Ohren zu quellen scheinen. Sie ist eine nachdenkliche Texterin, kristallklare Sängerin, groovige Bassistin und Struktur-betnete Pianistin. 12 Little Spells treibe Spalding weiter in einen pop-beeinflussten Raum des Songwritings, eine Entwicklung, die in der Produktion Radio Music Society 2012 begonnen habe und in der Jazzmotive auf Hook-betonte Melodien trafen. Die Aufnahme würde wahrscheinlich davon profitieren, den Zuhörern mehr Zeit zu geben, um ihre Botschaft aufzunehmen, und mehr Raum für ihre Musik, um die Tiefe von Spaldings Kreativität zu vermitteln.
Matt Collar vergab an das Album in Allmusic vier Sterne und schrieb, Esperanza Spalding bringe nach Emily’s D + Evolution aus dem Jahr 2016 mit den kaleidoskopisch taktilen 12 Little Spells eine weitere hoch konzeptualisierte Produktion heraus. Mit den langjährigen mit ihr assoziierten Gitarristen Matthew Stevens und den Schlagzeuger Justin Tyson kreierte sie tiefgreifende, komplex konstruierte Songs, die noch weiter vom Crossover-Jazz, der Fusionmusik und dem R&B entfernt sind, die Spalding so viel von ihrer zuvor erhaltenen Anerkennung einbrachten.
Nach Ansicht von Libby Cudmore, die das Album für Paste rezensierte, gebe es Momente, in denen Songs wie „Touch in Mine“ (Bezug auf die Finger) und „Ready to Rise“ (Beine) einen Touch zu langweilig sind, wenn nicht geradezu anstrengend dehnen. „Easy Listening gibt es nicht. Es erfordert eine Hingabe, die ich manchmal nicht mit Sicherheit hatte. Aber es lohnt sich, auf lange Sicht dabei zu bleiben.“
Musikalisch stehe ihrer Leistung als Sängerin oder Bassistin nichts im Wege. Die Produktion sei „extrem organisch“, als würde sich jeder Song direkt vor Ihnen entfalten, anstatt in einem Tonstudio zu entstehen. Dies sei kein Dinner-Jazz, resümierte die Autorin, aber niemand, der ein Album von Esperanza Spalding aufgreift, erwartet, dass es so ist.
Sebastian Maniura (London Jazz News) meinte, dies sei ein interessantes Konzeptalbum, das Geist und Körper auf die Probe stelle und neue Wege der Schöpfung ohne den Einsatz psychoaktiver Substanzen erkunde, wie Spalding auf ihrer Website deutlich feststellt: „Ich benutze keine Drogen.“ Es sei ernst und dennoch unbeschwert, magisch und musikalisch und verdiene es, angehört und reflektiert zu werden. Es sollte für alle Arten von Zuhörern etwas dabei sein, das sie genießen oder mit ihm in Verbindung bringen können, unabhängig von ihrer musikalischen und spirituellen Überzeugung.